# ジェロード・ユトフ
ジェロード・リード・ユトフ（Jarrod Reed Uthoff, 1993年5月19日 - ）は、アメリカ合衆国アイオワ州シーダーラピッズ出身のプロバスケットボール選手。レガ・バスケット・セリエAのパラカネストロ・トリエステに所属している。ポジションはパワーフォワード。政治家で共和党の下院司法委員長を務めるジム・ジョーダンは義父にあたる。

## 経歴

### カレッジ
高校卒業後はウィスコンシン大学に進学し、1年目の2012-13シーズンはNCAAのレッドシャツ制度により試合に出場しなかった。このシーズン終了後に転校することを発表。ウィスコンシン大学ヘッドコーチのボー・ライアンは自身が定めた26の他大学への転校を許さない方針だったが、後にこの基準が引き下げられ、アイオワ大学へ転校した。転校1年目の2013-14シーズンもNCAAの規定で試合に出場しない予定だったが、自らNCAAに料金を支払い出場が許可された。
2015-16シーズンは平均18.9得点・6.1リバウンドを記録し、オールアメリカンファーストチームに選出された。

### ラプターズ・905
2016年のNBAドラフトでは指名がなく、ドラフト後に行われたサマーリーグにサクラメント・キングスの一員として参加した。その後、2016年8月2日にトロント・ラプターズと契約したが、10月30日に解雇され、Dリーグのラプターズ・905へ送られた。

### フォートウェイン・マッドアンツ
2017年1月27日にトレードでフォートウェイン・マッドアンツへ移籍した。

### ダラス・マーベリックス
2017年3月9日にダラス・マーベリックスと10日間契約を結んだ。翌日のブルックリン・ネッツ戦に2分間出場し、NBAデビューを果たした。19日に2度目の10日間契約を結び、27日に複数年の正式契約を結んだ。マーベリックスでは9試合に出場した。
2017年7月29日に金銭とのトレードでヒューストン・ロケッツへ放出され、31日に解雇された。

### マッドアンツ復帰
2017-18シーズンはかつて所属したGリーグのマッドアンツでプレーし、平均16.5得点・8.4リバウンド・2.5アシストを記録した。

### BCゼニト・サンクトペテルブルク
2018年7月19日にユナイテッド・リーグに所属するBCゼニト・サンクトペテルブルクと契約した。

### メンフィス・ハッスル
2019年10月16日にメンフィス・グリズリーズと契約したが翌日に解雇され、Gリーグのメンフィス・ハッスルへ送られた。12月31日のリオグランデバレー・バイパーズ戦では30得点・9リバウンド・2アシスト・2スティール・1ブロックを記録した。

### メンフィス・グリズリーズ
2020年2月27日にグリズリーズと10日間契約を結んだ。3月7日に契約が満了するまで、4試合に出場した。

### ワシントン・ウィザーズ
新型コロナウイルスの影響で中断された2019-20シーズンが、フロリダ州オーランドにて隔離された状態で再開された中、2020年7月17日に欠場者が出た場合の代替選手としてワシントン・ウィザーズと契約した。その後ゲイリー・ペイトン2世がコロナウイルスに感染して離脱したため出場機会を得た。シーズン終了までチームに帯同し、3試合に出場した。

### エリー・ベイホークス
2020年12月2日にニューオーリンズ・ペリカンズと契約したが、トレーニングキャンプ終了後に解雇された。
ユトフのGリーグでの保有権は以前所属していたメンフィス・ハッスルが所持しており、ペリカンズから解雇された際は傘下のエリー・ベイホークスでプレーすることができなかった。このため、ベイホークスは2021年のGリーグドラフトの2位指名権とのトレードでユトフの保有権を獲得した。
2021年1月12日からチームに合流し、15試合に出場して平均14.9得点・8.8リバウンドを記録した。

### シーホース三河
2021年6月23日にB.LEAGUEのシーホース三河と契約した。
2021-22シーズン途中にはGリーグでのトレードで保有権がオースティン・スパーズへ移ったが、三河に残留することを選択した。シーズン終了後の2022年5月30日に退団が発表された。

### 京都ハンナリーズ
2022年7月28日に京都ハンナリーズと契約した。
2022-23シーズンは60試合に出場して平均17.2得点・8.9リバウンドを記録した。シーズン終了後、自由交渉選手リストに公示された。

### 横浜ビー・コルセアーズ
2023年6月23日に横浜ビー・コルセアーズと契約した。2024年5月13日、契約満了が発表された。

### パラカネストロ・トリエステ
2024年7月27日にLBAのパラカネストロ・トリエステと契約した

## 家族
三従兄のディーン・ユトフも元バスケットボール選手で、アイオワ州立大学を経てNBLのシドニー・キングスで13年間プレーした。

## 個人成績

### NBA

#### レギュラーシーズン
| シーズン | チーム | GP | GS | MPG  | FG%  | 3P%  | FT%   | RPG | APG | SPG | BPG | PPG |
| -------- | ------ | -- | -- | ---- | ---- | ---- | ----- | --- | --- | --- | --- | --- |
| 2016–17  | DAL    | 9  | 0  | 12.8 | .421 | .333 | .714  | 2.6 | 1.0 | .2  | .4  | 4.4 |
| 2019–20  | MEM    | 4  | 0  | 3.5  | .143 | .000 | 1.000 | 1.5 | .0  | .3  | .0  | 1.0 |
| 2019–20  | WAS    | 3  | 0  | 13.0 | .545 | .600 | -     | 1.7 | .0  | .0  | .0  | 5.0 |
| 通算     | 通算   | 16 | 0  | 10.5 | .411 | .333 | .778  | 1.8 | .6  | .2  | .3  | 3.7 |

### カレッジ
| シーズン | チーム   | GP  | GS | MPG  | FG%  | 3P%  | FT%  | RPG | APG | SPG | BPG | PPG  |
| -------- | -------- | --- | -- | ---- | ---- | ---- | ---- | --- | --- | --- | --- | ---- |
| 2013-14  | アイオワ | 33  | 0  | 18.2 | .500 | .425 | .817 | 4.6 | .8  | .3  | 1.1 | 7.6  |
| 2014-15  | アイオワ | 34  | 34 | 30.3 | .430 | .372 | .737 | 6.4 | 1.7 | 1.1 | 1.6 | 12.4 |
| 2015-16  | アイオワ | 33  | 33 | 30.8 | .448 | .382 | .813 | 6.3 | 1.1 | 1.0 | 2.6 | 18.9 |
| 通算     | 通算     | 100 | 67 | 26.5 | .450 | .383 | .795 | 5.8 | 1.2 | .8  | 1.8 | 13.0 |